# Mala Pasqua!
Mala Pasqua! di Stanislao Gastaldon è un dramma lirico in tre atti su libretto di Giovanni Domenico Bartocci-Fontana. L'opera è ispirata alla novella di Giovanni Verga “Cavalleria rusticana” da cui lo stesso Verga aveva tratto l'omonimo dramma teatrale.
Mala Pasqua! debuttò il 9 aprile 1890 al Teatro Costanzi di Roma, sei settimane prima dell'opera di Pietro Mascagni Cavalleria rusticana, basata anch'essa sul dramma verghiano. Sebbene il libretto di Bartocci-Fontana aggiungesse alcuni elementi non presenti nell'originale ampliandone degli altri, e sebbene il nome di "Santuzza" fosse stato modificato in "Carmela", la trama e l'impostazione di base rimanevano le stesse.
Il titolo si riferisce alla mala Pasqua, ossia alla maledizione che Carmela lancia a Turiddu, l'amante che l'aveva respinta.
Dopo la sua prima a Roma, Mala Pasqua! andò ancora in scena a Perugia e a Lisbona per essere poi eclissata dal successo fenomenale dell'opera di Mascagni. Infatti, dopo l'esecuzione del 1891 a Lisbona, non è stata più riproposta fino al 2010, quando è stata presentata in forma semiscenica ad Agrigento.

## Storia della rappresentazione
Mala Pasqua! ha debuttato il 9 aprile 1890 al Teatro Costanzi di Roma con Elena Teodorini e Giuseppe Russitano nei ruoli di “Carmela” e di “Turiddu”.
L'opera fu replicata tre volte per un totale di quattro rappresentazioni. Il ricavato dei primi tre spettacoli era destinato al comitato del Tiro a Segno Nazionale (l'associazione nazionale italiana per il tiro a segno), che aveva anche finanziato la produzione. La sera della prima tra il pubblico presente c'erano la principessa Odescalchi, la signora Lina Crispi (moglie del primo ministro Francesco Crispi) e diversi politici di primo piano tra cui Paolo Boselli, Federico Seismit-Doda, e Luigi Miceli.
Nonostante le perplessità dei critici, l'opera incontrò il favore del pubblico che sottolineò il suo entusiasmo con forti applausi e l'invito rivolto a Gastaldon di salire sul palco per ricevere l'ovazione ancor prima che lo spettacolo fosse giunto a termine. Al contrario, la rivista La Civiltà Cattolica, pur non entrando nel merito delle qualità artistiche e musicali dell'opera, manifestò il suo sdegno per una scena riguardante una processione religiosa che si snodava sul palco durante il  racconto di "cose sordide e adulterio", definendo l'episodio "un sacrilegio e insulto vile”. Secondo la rivista, durante la scena incriminata, i cattolici devoti uscirono dal teatro lasciandovi un pubblico che consisteva in gran parte di "massoni, fucilieri, e un assortimento di gente volgare".
Nel frattempo l'opera di Mascagni Cavalleria rusticana vinceva il concorso di Sonzogno. La prima avvenne sei settimane dopo Mala Pasqua! nello stesso teatro di Roma ed ebbe un successo talmente grande che finì per offuscare completamente il lavoro di Gastaldon.
Mala Pasqua!, oltre che a Roma, nel Settembre 1890 fu rappresentata al Teatro Morlacchi di Perugia e nel Febbraio 1891 al Teatro São Carlos di Lisbona, con la Teodorini nel ruolo di Carmela in entrambe le occasioni.
Dopo il 1891 l'opera cadde nell'oblio più completo, tanto che alcuni libri di riferimento del tardo ventesimo secolo affermavano con certezza che la partitura era andata persa; in realtà nel 1890 era stata pubblicata da Ricordi e ancora oggi è reperibile in diverse biblioteche europee e statunitensi.
Il 22 giugno 2010, dopo 120 anni dalla sua ultima rappresentazione, Mala Pasqua! è stata riproposta presso il Museo archeologico regionale di Agrigento. Eseguita al pianoforte in forma semiscenica, è stata presentata nell'ambito di una conferenza ad essa dedicata dal titolo: "Mala Pasqua! La Cavalleria dimenticata". Prodotta e organizzata dal Teatro Pirandello di Agrigento, l'opera di Gastaldon è stata diretta dal regista Paolo Panizza, con Elena Candia e Piero Lupino Mercuri nei ruoli di Carmela e di Turiddu e con i Maestri Claudio Onofrio Gallina al pianoforte e Loredana Russo alla direzione del coro.

## Trama

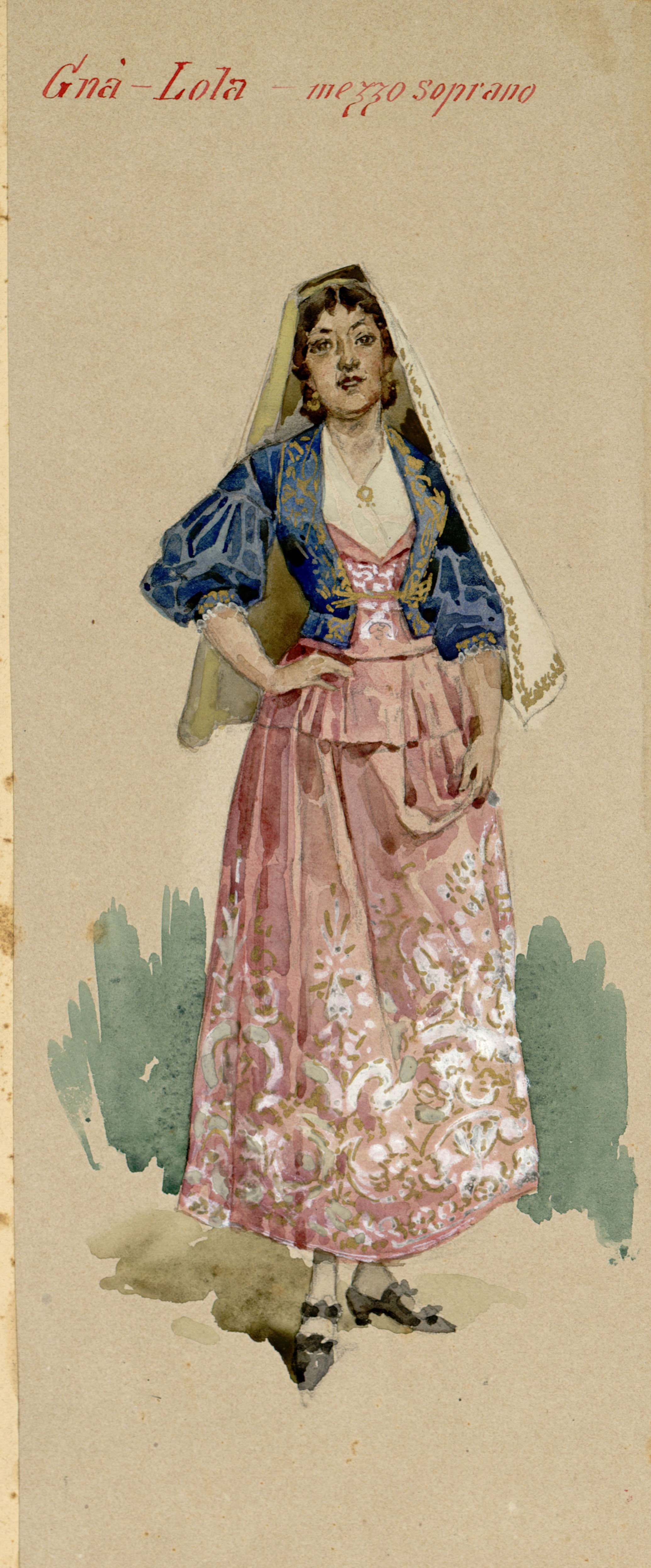
Gnà Lola (mezzosoprano), figurino per Mala Pasqua! (1890). Archivio Storico Ricordi

Un villaggio siciliano del XIX secolo durante la Domenica di Pasqua.
Turiddu e Lola sono amanti. La prima amante di Turiddu, Carmela, lo affronta la mattina di Pasqua al di fuori della chiesa del villaggio, lo maledice in una rabbia gelosa, e poi racconta ad Alfio, marito di Lola, la vicenda. Per conservare il suo onore, Alfio sfida Turiddu a duello e lo pugnala a morte.